# Rhene flavicomans
Rhene flavicomans là một loài nhện trong họ Salticidae.
Loài này thuộc chi Rhene. Rhene flavicomans được Eugène Simon miêu tả năm 1902.

## Hình ảnh

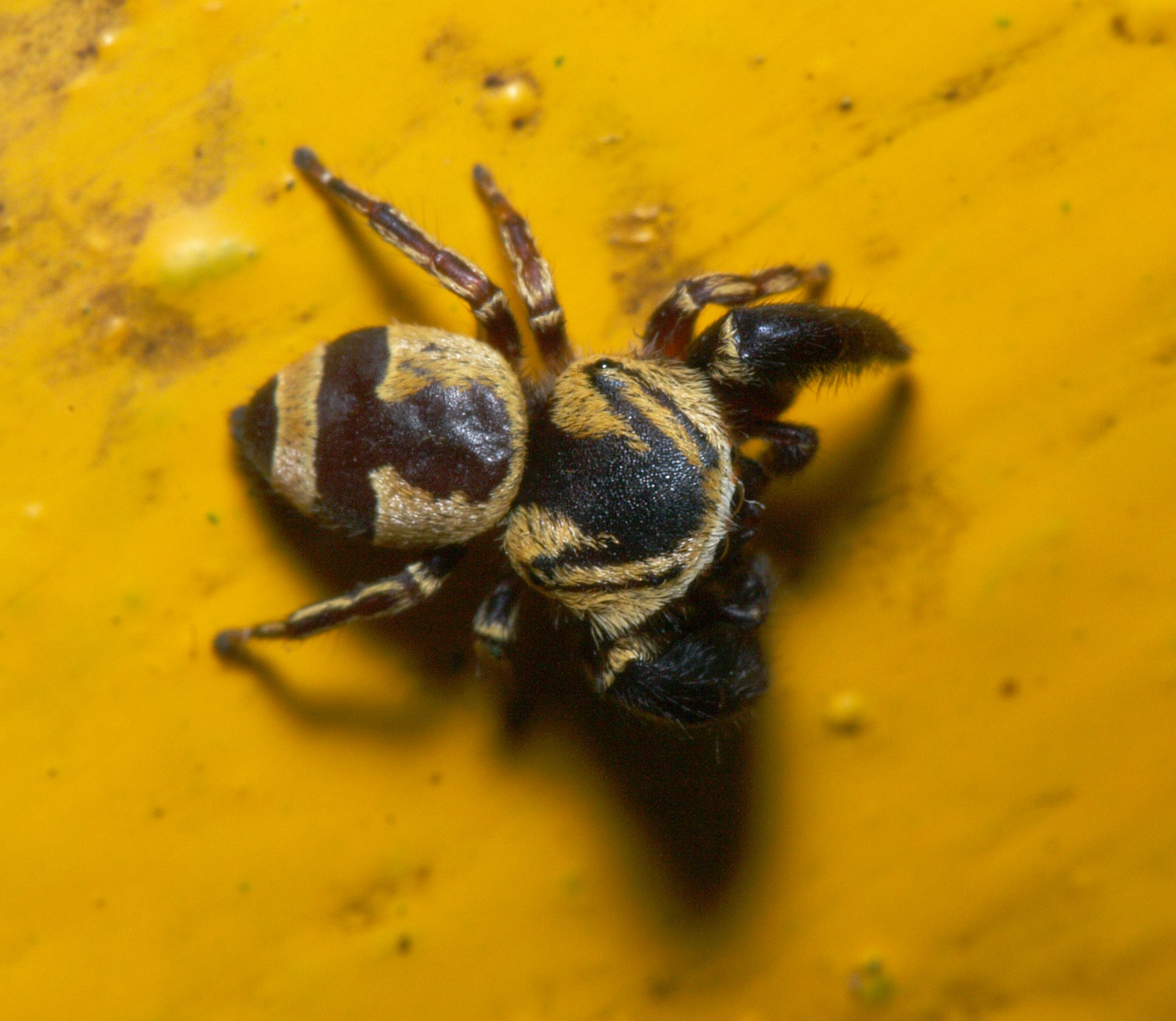
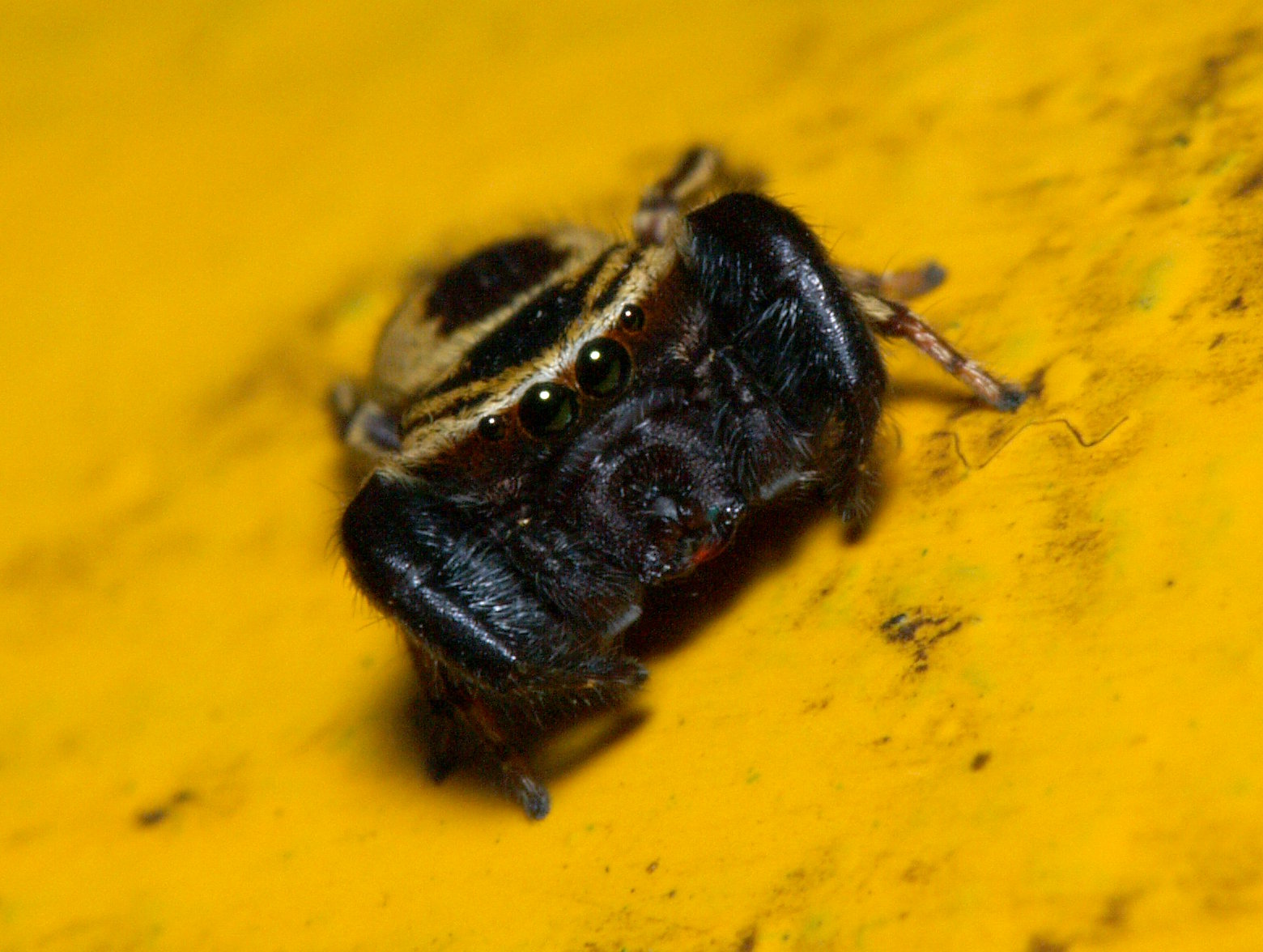
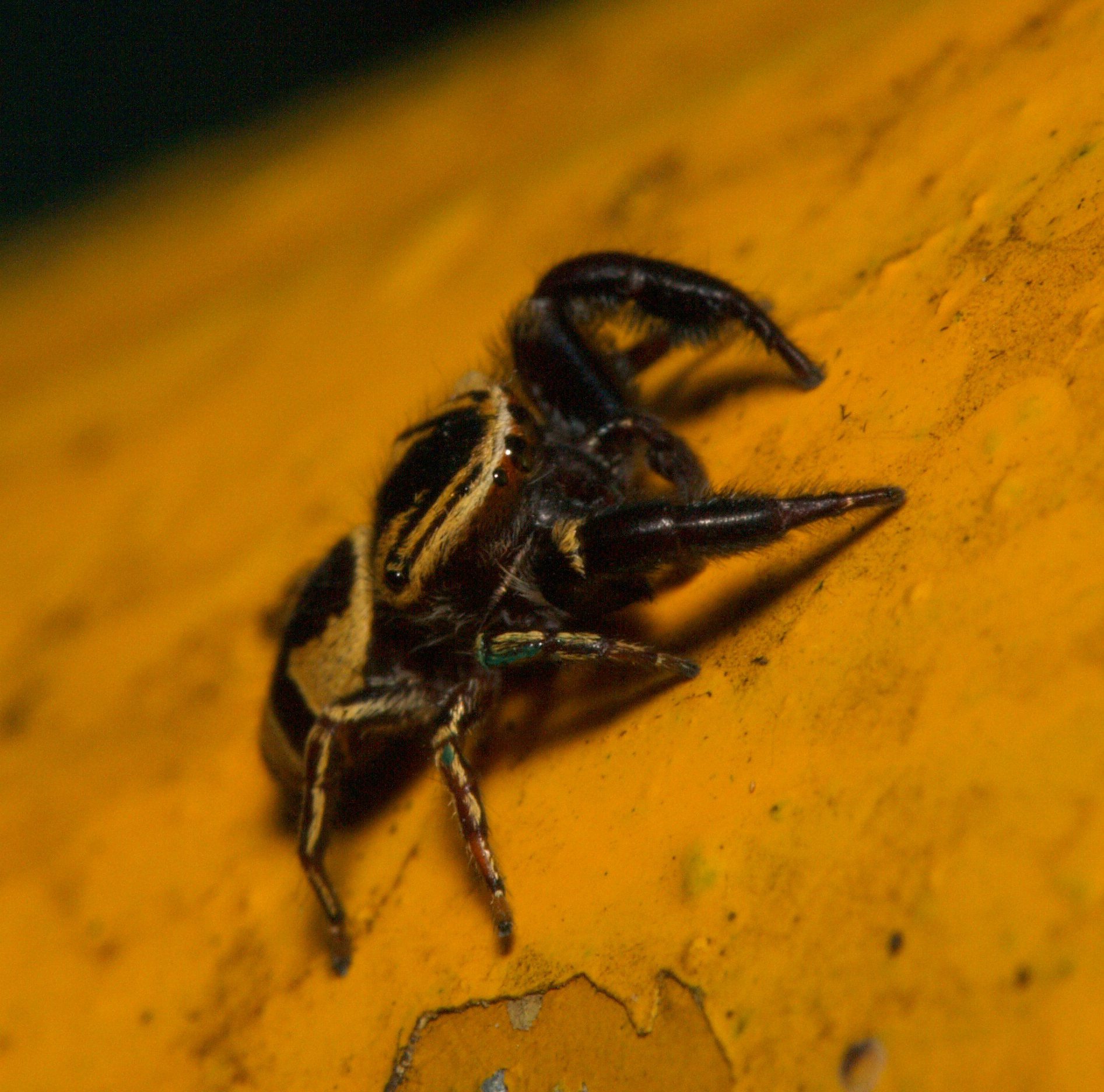